# Hit the Deck (film 1929)
Hit the Deck è un film del 1929 diretto da Luther Reed. La sceneggiatura si basa sul musical Hit the Deck - libretto di Herbert Fields, parole di Leo Robin e Clifford Grey, musica di Vincent Youmans -  e sul lavoro teatrale Shore Leave di Hubert Osborne. Il musical fu presentato in prima al Belasco Theatre di Broadway il 25 aprile 1927, restando in scena fino al 25 febbraio dell'anno dopo per un totale di 352 recite. La commedia Shore Leave, invece, aveva debuttato al Lyceum Theatre l'8 agosto 1922.

## Trama
Quando la flotta degli Stati Uniti torna in porto, i marinai si ritrovano nel locale di Looloo. Vi capita anche la ricca signora Payne che, accompagnata dall'ammiraglio Payne e dal tenente Allen, mostra interesse per una collana di Looloo, cimelio di famiglia. Così, quando un giovane marinaio, Bilge Smith, che si è innamorato di lei, le confida che il suo sogno sarebbe quello di avere una nave tutta sua, Looloo vende la collana alla signora Payne per aiutarlo a realizzare il suo progetto. Intanto la flotta è ripartita. Quando i marinai tornano, Looloo organizza una festa insieme alla signora Payne per cercare di ritrovare il suo innamorato: ma lui, al sentire che lei gli offre il denaro occorrente per la sua imbarcazione, rifiuta sdegnosamente l'offerta. Tornerà da Looloo dopo essere stato cacciato dal servizio. Lei lo convince di non avere più soldi, e lui, allora, le chiede di sposarlo.

## Produzione
Il film fu prodotto dalla RKO Radio Pictures.

### Canzoni
- Sometimes I'm Happy - parole di Irving Caesar, musica di Vincent Youmans; eseguita da Jack Oakie e Polly Walker
- Keepin' Myself for You - parole di Sidney Clare, musica di Vincent Youmans; eseguita da Jack Oakie e Polly Walker
- An Armful of You - parole di Leo Robin e Clifford Grey, musica di Vincent Youmans; eseguita da Marguerita Padula e coro
- Hallelujah - parole di Leo Robin e Clifford Grey, musica di Vincent Youmans; eseguita da Marguerita Padula e coro
- Harbor of My Heart - parole di Leo Robin e Clifford Grey, musica di Vincent Youmans; eseguita da Jack Oakie e coro
- Join the Navy - parole di Leo Robin e Clifford Grey, musica di Vincent Youmans; eseguita da Jack Oakie e coro
- Nothing Could Be Sweeter - parole di Leo Robin e Clifford Grey, musica di Vincent Youmans; eseguita da Jack Oakie e Polly Walker

## Distribuzione
Il copyright del film, richiesto dalla RKO Distributing Corp., fu registrato il 13 gennaio 1930 con il numero LP1083.
Distribuito dalla RKO Radio Pictures, il film uscì nelle sale cinematografiche USA il 2 febbraio 1930 dopo essere stato presentato il 25 dicembre 1929 a Los Angeles. A New York fu proiettato in prima il 14 gennaio 1930.